# 水下爆炸
水下爆炸是指发生在水体表面下的爆炸。虽然水下爆炸在反舰和潜艇战中很有用，但水下炸弹对沿海设施并不那么有效。2021年，中国人民解放军海军研究院一研究所在一军港组织了一场针对高桩式码头的水下爆炸试验。這是中華人民共和國首次實施此類實驗。